# 1954: Alcatraz
1954: Alcatraz est un jeu vidéo d'aventure en pointer-et-cliquer développé par Irresponsible Games et édité par Daedalic Entertainment, sorti en 2014 sur Windows et Mac OS.

## Accueil
- Adventure Gamers : 2,5/5[1]
- Canard PC : 7/10[2]
- Jeuxvideo.com : 12/20[3]